# Xylobosca canina
Xylobosca canina är en skalbaggsart som först beskrevs av Blackburn 1893.  Xylobosca canina ingår i släktet Xylobosca och familjen kapuschongbaggar. Inga underarter finns listade i Catalogue of Life.

## Bildgalleri

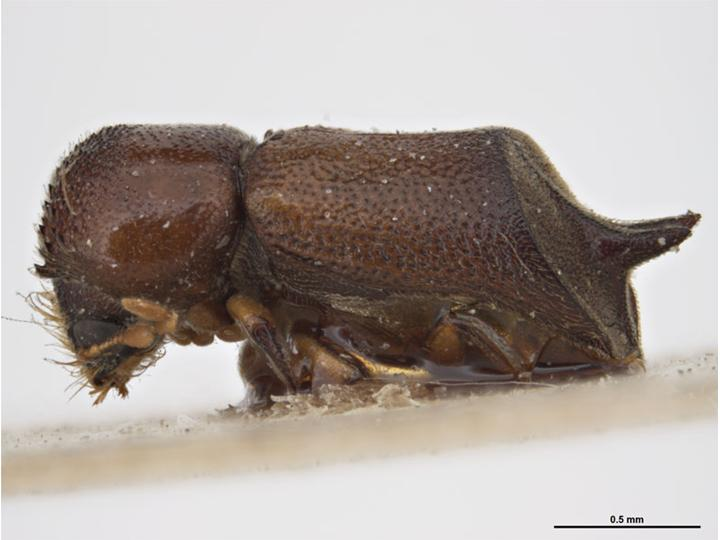